# Euscelidia insolita
Euscelidia insolita là một loài ruồi trong họ Asilidae. Euscelidia insolita được Dikow miêu tả năm 2003. Loài này phân bố ở vùng nhiệt đới châu Phi.